# پیش‌خان

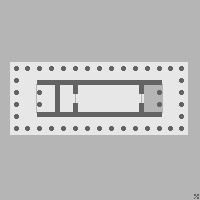
محل پیش‌خان (به رنگ خاکستری) در نیایشگاه یونانی.

به اتاقی که در نیایشگاه‌های یونان باستان پیش از درون‌خانه قرار داشت، پیش‌خان، (پیش‌مَقصوره یا رواق قدامی) گفته می‌شود.
در این نیایشگاه‌ها تنها فضایی که دو دیوار نبشی آن را از دو سو محدود کرده و ردیفی از ستون‌ها جلوی آن را گرفته باشد پیش‌خان نامیده می‌شود. 
اگر دیوارهای نبشی در چنین فضایی حضور نداشته باشند، آن فضا را پیش‌ستونگاه می‌نامند.